# Álvaro Medrán
Álvaro Medrán Jus (Dos Torres, 15 maart 1994) is een Spaans voetballer die doorgaans als centrale middenvelder speelt. Hij tekende in juli 2016 een contract tot medio 2020 bij Valencia CF, dat hem overnam van Real Madrid.

## Clubcarrière
Medrán speelde in de jeugd bij Don Bosco, Córdoba CF en Séneca. Op zeventienjarige leeftijd werd hij aangetrokken door Real Madrid. Na twee jaar in de jeugd te hebben gespeeld, debuteerde hij in 2011 voor Real Madrid C. Op 23 februari 2014 mocht hij voor het eerst zijn opwachting maken in Real Madrid Castilla, in de Segunda División tegen Real Zaragoza. Medrán debuteerde op 18 oktober 2014 in het eerste elftal van Real Madrid, tegen Levante UD in de Primera División. Hij mocht na 79 minuten invallen voor Luka Modrić. Hij maakte op 9 december 2014 zijn UEFA Champions League-debuut, tegen PFK Ludogorets. Hij mocht na 83 minuten invallen voor Gareth Bale en scoorde in de 88e minuut. Daarmee bracht hij de eindstand op 4–0.
Medráns doorbraak bij Real Madrid bleef uit. Met twee competitieduels in het eerste in de benen, verhuurde de club hem gedurende het seizoen 2015/16 aan Getafe CF. Daarmee degradeerde hij dat jaar uit de Primera División. Medrán verliet Madrid in juli 2016 definitief en tekende een contract tot medio 2020 bij Valencia CF, de nummer twaalf van Spanje in het voorgaande seizoen.

## Interlandcarrière
Medrán debuteerde op 20 maart 2013 in Spanje -19, waarvoor hij drie interlands speelde.

## Erelijst
| Wereldkampioen clubteams | 1x | 2014 |

1 Sivera ·
2 Gorosabel ·
3 Duarte ·
4 Sedlar ·
5 Abqar ·
6 Guevara ·
7 Sola ·
8 Blanco ·
10 Hagi ·
11 Rioja  ·
14 Tenaglia ·
15 García ·
16 Marín ·
17 Alkain ·
18 Guridi ·
20 Simeone ·
21 Rebbach ·
22 Vicente ·
23 Benavídez ·
26 Álvarez ·
26 López ·
29 Panichelli ·
31 Owono ·
32 Omorodion ·
33 Rodríguez ·
Coach: García